# Suzy Wincker
Suzy Wincker (née Suzanne Pauline Van Kerckhoven), née le 7 mars 1894 à Vanves (Hauts-de-Seine), morte le 14 juillet 1989 à Paris 16e, est une chanteuse et une comédienne française d'origine belge,,.
Elle peut être considérée comme la première speakerine de la télévision française, fin 1935,.

## Biographie
Son nom apparaît pour la première fois, sur les programmes des cabarets et music-halls parisiens, dès la fin de la Première Guerre mondiale. Elle deviendra par la suite comédienne de théâtre et de cinéma.
Lors d'expériences de diffusion d'émission, au studio de la télévision des PTT, elle présente un spectacle de variétés, le 21 novembre 1935, un gala rétrospectif de la danse, le 27 novembre 1935, ainsi que l’émission inaugurale de la télévision expérimentale en haute définition sur Radio-PTT Vision, le 8 décembre 1935.
À cette époque, son rôle est infime, car le programme de la télévision française est expérimental et peu varié ; de plus, peu de familles possèdent un téléviseur.
En 1934, elle présente, à Radio-Pontoise, l'émission Chansons d'hier et d'aujourd'hui.
Louis Janthial a sculpté son effigie, pour le Salon de Paris de 1933, exposée sous la verrière du Grand-Palais.

## Revues de cabaret
- 1919 
  - (février) : Bec on y va ! Paix tu n'y as ! de Georges de La Fouchardière, Francis Vareddes et V. Vallier, présenté au Moulin de la Chanson[14].
  - (mai) : Revue Shoking !, 2 actes et 20 tableaux, de MM Léo Lelièvre et Henri Varna[15].
- 1921 
  - (août) : V'là l' coucou, mesdames ! de Maurice Rumac et Jean Marsac, présenté au Cabaret du Coucou[16],[17].
  - (5 octobre) : Phi-Phi-lons-y ! au Coucou[18].
  - (7 octobre) : Ça tourne de MM. Rouvray et Jean Marsac[19].
  - (22 octobre) : C'est le printemps, présenté au Moulin de la Chanson[20].
- 1922
  - (février) : Monsieur l’Amour, opérette en trois actes de René Peter et Henry Falck : Vénus[21].
  - (novembre) : Que d' singes !, revue[22].
  - (décembre) : Pourquoi m'as-tu fait ça ?, comédie en 3 actes de MM. Yves Mirande et Gustave Quinson[23].
- 1923 
  - (juillet) : La Folle escapade, opérette en 3 actes de Maurice de Marsan, musique d'Octave Crémieux[24].
  - (octobre) : L'as Martini, présenté au cabaret du Coucou[25].
  - (décembre) : Ce sont des pitres, présenté au cabaret des Noctambules[26]
- 1924 : Chambre à louer, présenté au cabaret des Noctambules[27].
- 1925 
  - (janvier) : Kif-Kif[28].
  - (février) : En Miousic ! de Martial Boyer, présenté au Cabaret des Noctambules : Irène de Beaulieu[29].
  - (mars) : Dit's-moi Mme Weber, duo avec Jack Cazol[30].
- 1926 : Hélène, opérette en trois actes de Fernand Raphaël : Daphné[31].
- 1927 : Avec le sourire[32].
- 1928 
  - (janvier) : Yes, opérette en trois actes de Pierre Soulaine et René Pujol, musique de Maurice Yvain : Lucette de Saint-Aiglefin, présenté au Théâtre des Capucines[33],[34],[35].
  - (novembre) : Paris chez lui, revue en deux actes et dix-huit tableaux de Jacques Bousquet et Albert Willemetz, présenté au Théâtre des Capucines[36].
- 1932 : L'irrésistible Charpini d'André Aubin[37].
- 1933 : La du Barry d'Albert Willemetz : la Maréchale de Luxembourg[38].
- 1934 : Bonne et heureuse de Jean Darcueil et Luc Gervais[39].
- 1935 : Ici l’on bêche, présenté au cabaret des Noctambules, revue de Martial Boyer[40],[41]

## Filmographie
- 1932 : Aux urnes, citoyens !, comédie de Jacques Bousquet, réalisée par Jean Hémard : Mariette[42].

## Sketch
- 1924 : Mignonne, allons voir si la rose…[43].

## Radio
Émissions pour la station Radio-Coloniale de l’État français :
- 1933 : Chansons d'hier et d'aujourd'hui.
- 1936 : Le sourire de Montmartre.